# Caprimulgus centralasicus
Il succiacapre di Vaurie (Caprimulgus centralasicus Vaurie, 1960) è un uccello della famiglia dei Caprimulgidi. 

## Descrizione
Lungo circa 20 cm, è un piccolo succiacapre asiatico color sabbia. Le regioni superiori sono di colore beige-sabbia, con striature e vermicolature marroni. Non presenta nessun collare attorno alla parte posteriore del collo. Le copritrici delle ali sono anch'esse di colore beige-sabbia con vermicolature marroni e macchie color beige chiaro. La regione scapolare non presenta alcun disegno degno di nota. Le regioni inferiori sono di colore beige molto chiaro striate di marrone. In volo, appare evidente la mancanza di zone bianche sulle ali, che sono di colore terra di Siena bruciata con striature marroni, con ampie macchie di colore bruno-grigiastro chiaro all'estremità. La superficie inferiore delle ali è di colore beige molto chiaro. Le due penne della coda più esterne presentano sottili macchie di colore bianco-beige chiaro all'estremità. L'iride è di colore marrone scuro. Il becco è di colore corno scuro. Le zampe e i piedi sono color carne.

## Tassonomia
Il succiacapre di Vaurie è noto unicamente a partire da un unico esemplare immaturo di sesso femminile raccolto nel settembre 1929 nel deserto del Taklamakan nella contea di Guma (Pishan), nel sud-ovest dello Xinjiang (Cina occidentale), da Frank Ludlow e conservato presso il Natural History Museum. Alcuni ricercatori ritengono che si tratti di un taxon di dubbia validità, in quanto nella regione in questione, nel corso di spedizioni scientifiche effettuate negli anni '70 e '90, sono stati raccolti vari esemplari appartenenti alla sottospecie cinese del succiacapre europeo, Caprimulgus europaeus plumipes. Forse il succiacapre di Vaurie potrebbe essere nient'altro che la forma aberrante di un esemplare immaturo appartenente a questa sottospecie, o addirittura una specie estinta. Il sequenziamento del DNA dell'esemplare esistente non è ancora stato effettuato. La località tipo di questa specie è tuttora gravemente danneggiata dal pascolo del bestiame.